# Каменский, Борислав
Борислав Каменский (болг. Борислав Каменски; 1911 — 1990) — болгарский футболист.
В период с 1931 по 1940 год играл за сборную Болгарии, в том числе — в отборочных матчах чемпионата мира 1938 года против Чехословакии.
На клубном уровне играл за команду «13» (София).